# Dark Engine
Dark Engine — игровой движок, разработанный и использованный компанией Looking Glass Studios для игр Thief: The Dark Project (1998), Thief II: The Metal Age (2000) и совместных с Irrational Games проектов System Shock 2 (1999) и Deep Cover (проект был отменен).

## Особенности движка
Рендерер движка был создан в 1995 году программистом Looking Glass Studios Шоном Барретом. Он поддерживал современные на тот момент возможности трехмерных движков, включая скайбокс и цветное освещение (появилось в версии для Thief 2). Движок поддерживал текстуры в формате PCX и TGA с максимальным разрешением в 256×256 пикселей, сгруппированные в «семейства» по признаку используемой палитры. Всего доступно 216 текстур и независимых палитр, плюс 8 анимированных текстур для отображения воды.
Считалось, что движок был весь разработан Барретом, однако он заявил, что разрабатывал только рендерер; физикой, искусственным интеллектом, объектной системой занимались другие люди.
В движке не было встроенного скриптового движка, поведение искусственного интеллекта и взаимодействие объектов управлялось с помощью OSM-файлов (Object Script Module), динамических библиотек (DLL), которые подгружались при запуске игры. Новые модули можно было создавать и подключать в редакторе DromEd, однако их возможности были ограничены функциями, доступными из ядра движка.
Dark Engine отличался продвинутыми возможностями искусственного интеллекта и звуковой моделью. У неигровых персонажей есть три уровня встревоженности, реакция на изменение обстановки и шум, поиск противника, ограниченное взаимодействие между собой. Дизайнер мог полностью контролировать распространение звука в любом участке уровня.

## Ограничения
Из-за очень малого количества оборудования, поддерживающего 3D-ускорение, движок был ограничен в используемых ресурсах, объектах и методах освещения. Так, в нем присутствует искусственное ограничение, не позволяющее отображать на экране больше 1024 полигонов. Также ряд ограничений накладывался на редактор, DromEd.
Dark Engine не поддерживает многопоточность, на многоядерных системах игра аварийно завершается.

## Расширения и реализации
Благодаря опубликованному вместе с Thief Gold редактору уровней DromEd, стала возможной разработка фан-миссий для всех игр, выпущенных на Dark Engine. В данный момент существует свыше 800 фан-миссий для Thief и Thief 2, и несколько миссий для System Shock 2.
Также сообществом выпущены патчи, исправляющие проблемы совместимости и адаптирующие движок для использования фан-миссий.
В конце 2005 года стартовал проект Open Dark Engine, поставивший перед собой целью создать движок на основе OGRE, способный запускать игры, основанные на движке Dark Engine.
В конце 2010 года обнаружена утечка исходного кода незаконченного порта движка для платформы Dreamcast. Этот экземпляр неполон, часть кода хранилась на сетевом диске. Однако, даже несмотря на неизвестные правовой статус и позицию правообладателей торговых марок Thief (Eidos Interactive) и System Shock (Electronic Arts), сообщество принялось за восстановление и улучшение игрового движка.
В сентябре 2012 года пользователь под ником Le Corbeau опубликовал на французском сайте ariane4ever.free.fr, посвященному вселенной Thief, обновленные исполняемые файлы для Thief, Thief 2 и System Shock 2, которые устранили большинство ошибок и недоработок, оставшихся от старого движка. Большое количество исправлений и улучшений, внесенных в движок, позволяют сделать вывод, что Le Corbeau имеет доступ к исходному коду Dark Engine.